# Bernard W. Burton
Bernard W. Burton (* 24. Dezember 1898 in New York City; † 26. Februar 1991 in Woodland Hills, Los Angeles, Kalifornien) war ein US-amerikanischer Filmeditor, der bei der Oscarverleihung 1938 für einen Oscar für den besten Schnitt nominiert war.

## Leben
Burton begann seine Laufbahn als Editor in der Filmwirtschaft Hollywoods 1928 bei Melody of Love, einem verschollenen Film mit Walter Pidgeon und Jane Winton, und arbeitete im Laufe seiner Karriere bis 1968 als Film- und Chefeditor (Editorial Supervisor) an fast achtzig Filmen und Folgen von Fernsehserien mit.
Bei der Oscarverleihung 1938 war er für den Oscar für den besten Schnitt bei der Filmkomödie 100 Mann und ein Mädchen (1937) nominiert.
Seit 1942 war Burton darüber hinaus aus Filmproduzent tätig und produzierte bis 1958 knapp dreißig Filme wie zum Beispiel aus der Filmreihe Joe Palooka.

## Filmografie (Auswahl)

### Als Filmeditor
- 1928: Melody of Love
- 1929: It Can Be Done
- 1930: Harold, halt dich fest! (Feet First)
- 1932: Filmverrückt (Movie Crazy)
- 1934: Harold Lloyd, der Strohmann (The Cat's Paw)
- 1935: Jahrmarkt der Eitelkeiten (Becky Sharp)
- 1935: Fräulein Wirbelwind (Vagabond Lady)
- 1935: Fighting Youth
- 1936: Show Boat
- 1937: Täglich ausverkauft! (You’re a Sweetheart)
- 1937: 100 Mann und ein Mädchen (One Hundred Men and a Girl)
- 1938: Midnight Intruder
- 1938: That Certain Age
- 1938: Wirbelwind aus Paris (The Rage of Paris)
- 1939: First Love
- 1940: San Francisco Docks
- 1940: Spring Parade
- 1941: Die ewige Eva (It Started with Eve)
- 1946: Skandal im Sportpalast (Joe Palooka, Champ)
- 1947: New Orleans
- 1951: Cry Danger
- 1951: Der maskierte Kavalier (The Highwayman)
- 1952: Models Inc.
- 1954: Four Star Playhouse (Fernsehserie)
- 1957: Goodyear Theater (Fernsehserie)
- 1957: Trackdown (Fernsehserie)
- 1958: Josh / Der Kopfgeldjäger (Wanted: Dead or Alive) (Fernsehserie)
- 1959: Zane Grey Theater (Fernsehserie)
- 1960: The Detectives Starring Robert Taylor (Fernsehserie)
- 1961: The Dick Powell Show (Fernsehserie)
- 1969: Big Valley (Fernsehserie)

### Als Filmproduzent
- 1942: Give Out, Sisters
- 1943: All By Myself
- 1944: Pardon My Rhythym
- 1947: Joe Palooka in the Knockout
- 1949: Joe Palooka in the Counterpunch
- 1951: The Highwayman
- 1953: Panik in New York (The Beast from 20,000 Fathoms)
- 1958: Westlich von Santa Fé (Fernsehserie)